# Disques Barclay
Disques Barclay — французький лейбл звукозапису, заснований Едді Барклаєм у 1953 році. Первісно компанія орієнтувалась на випуск музики у жанрі джаз, втім пізніше репертуар було розширено.
На лейблі записувалися такі популярні французькі виконавці, як Даліда, Шарль Азнавур, Лео Ферре, Анрі Сальвадор, Жак Брель, Жан Ферра, Мірей Матьє, Ніно Феррер, Даніель Лікарі, Міка, Едді Мітчелл, Modjo, Noir Désir, Емілі Сімон та ін.
1978 року Едді Барклай продав 80% акцій компанії групі PolyGram. Через п'ять років, PolyGram придбав інші 20% і Барклай залишив компанію створивши свою власну під назвою — Eddie Barclay.
Сьогодні Barclay Records належить компанії Universal Music Group.